# Stephen Rappaport
Stephen Baude Rappaport, född 2 oktober 1951 i Chicago i Illinois, är en amerikansk skådespelare, dramatiker, sångare, musiker och regissör, bosatt och verksam i Sverige. Han har i sitt yrke som skådespelare medverkat i flera olika film- och TV-produktioner, både i Sverige och i hemlandet USA. Bland dessa märks Beck-filmen I stormens öga från 2009, där han spelar rollen som George Robinson.
Rappaport inledde sina teaterstudier på Institutet för scenkonst år 1972. Han har också varit workshopledare på Stockholms dramatiska högskola (StDH), Unga Klara, Dansalliansen, och Teaterhögskolan.

## Filmografi (i urval)

### Filmer
- 1993 – ...och gud talade
- 2009 – Beck – I stormens öga
- 2011 – Åsa-Nisse – wälkom to Knohult
- 2012 – Arne Dahl: Ont blod
- 2015 – Of Biblical Proportions
- 2020 – Nelly Rapp – Monsteragent

### TV-serier
- 1995 – Star Trek: Voyager (TV-serie)
- 1996 – Cityakuten (TV-serie)
- 1997 – På spaning i New York (TV-serie)
- 1998 – Brooklyn South (TV-serie)
- 2005 – Kommissionen (TV-serie)
- 2015 – Welcome to Sweden (TV-serie)
- 2015 – Modus (TV-serie)
- 2020 – We Got This (TV-serie)
- 2020 – Bäckström (TV-serie)
- 2022 – Kärlek & anarki (TV-serie)